# Paddy Sheriff
Patrick Sheriff, detto Paddy (Dublino, 15 ottobre 1926 – Mullingar, 27 novembre 1990), è stato un cestista irlandese.
Era il fratello di Dermot Sheriff.

## Carriera
Ha disputato cinque partite ai Giochi della XIV Olimpiade segnando 13 punti, con un massimo di 10 contro la Gran Bretagna.